# August Kramer (Erfinder)

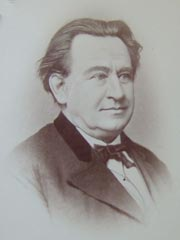
August Ephraim Kramer

August Ephraim Kramer (* 2. Februar 1817 in Nordhausen; † 18. März 1885 ebenda), auch Augustus Ephraim Kramer, war ein deutscher Erfinder. Er entwickelte im Jahr 1846 den von Charles Wheatstone im Jahr 1839 entwickelten Zeigertelegraphen zur Nachrichtenübertragung weiter und erfand u. a. elektrische Läutewerke, die u. a. auf den Bahnlinien Berlin–Potsdam–Magdeburg und Berlin–Stettin eingeführt wurden.

## Leben
Nach seinem Abitur studiert Kramer Mathematik und Naturwissenschaften in Leipzig und Berlin und promoviert abschließend im Jahr 1839. Ab 1840 ist er am Gymnasium in Nordhausen als Lehrer für Mathematik und Naturwissenschaften tätig. Nebenbei beschäftigt er sich intensiv mit der Experimentalphysik. Im Jahr 1846 führt er erstmals seine Erfindung, den elektromagnetischen Zeigertelegraphen, vor, zunächst in Nordhausen und dann im November des gleichen Jahres in Berlin. Das Interesse an diesem einfach zu bedienenden Kommunikationsmittel ist groß. Im darauf folgenden Jahr wird er von verschiedenen Eisenbahngesellschaften mit der Installation beauftragt. 1849 gibt er schließlich sein Schulamt auf, um sich ganz der Weiterentwicklung des Gerätes widmen zu können. Angesichts der wachsenden Konkurrenz und der Überlegenheit der leistungsfähigeren Morsetelegrafie beendet Kramer jedoch wenige Jahre später seine Tätigkeit auf diesem Gebiet. Er zieht sich ins Privatleben zurück, heiratet 1853 und wird 1864 Vater eines Sohnes. Er lebte in einer repräsentativen Stadtvilla in der Wallrothstraße, die er 1858 errichten ließ.

## Würdigung

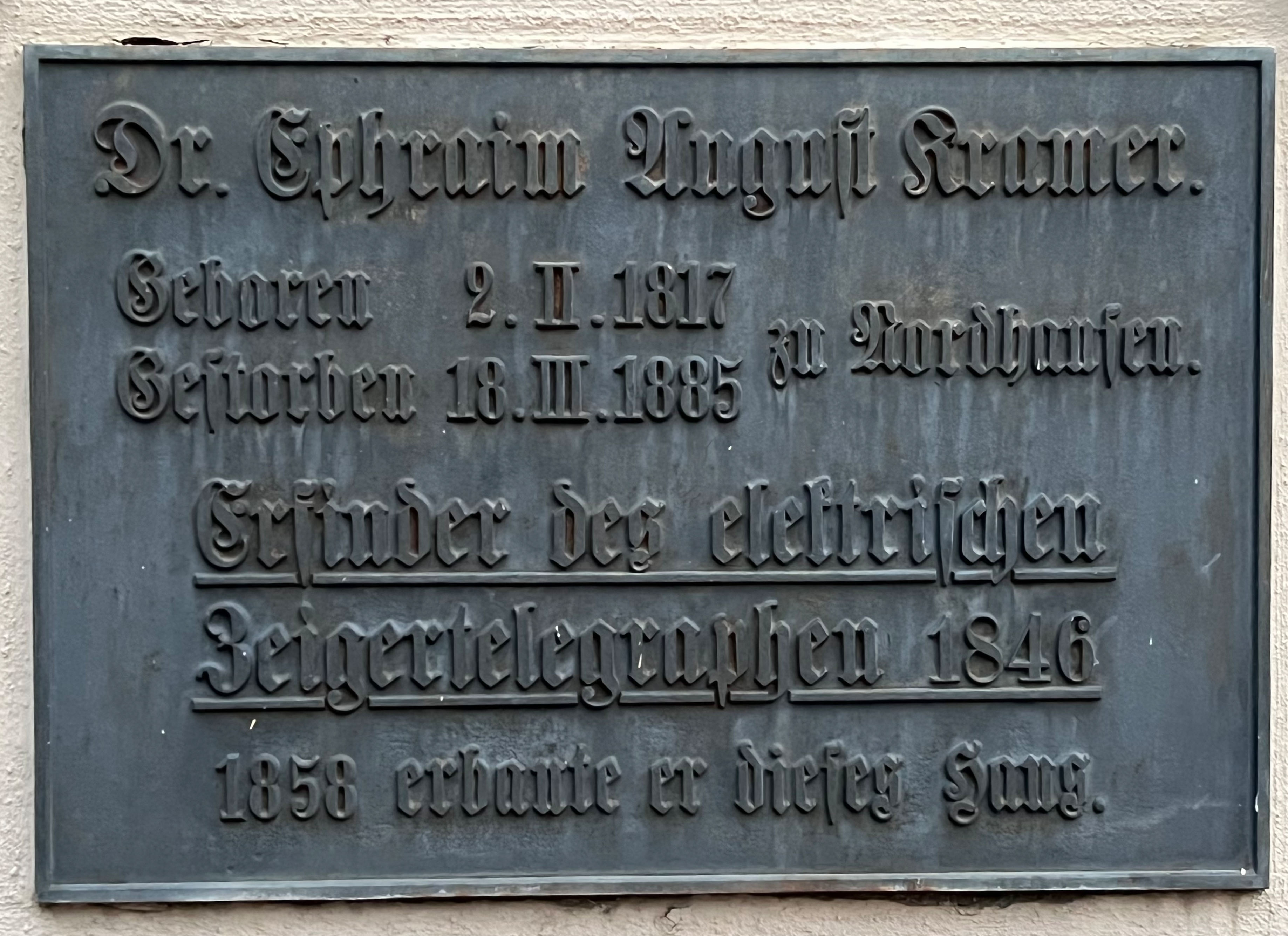
Gedenktafel

In Nordhausen trägt eine Straße den Namen „August-Kramer-Straße“. An seinem Wohnhaus in der Wallrothstraße 4 wurde eine Gedenktafel angebracht.
Am 19. Januar 2006 erhielt die bisher unter dem Arbeitstitel „Kompetenzzentrum für Stoffstrom-, Energie- und Flächenmanagement“ geführte ingenieurwissenschaftliche Lehr- und Forschungseinrichtung der Fachhochschule Nordhausen den Namen „August-Kramer-Institut“ (AKI).

## Werke
- Ueber das Fourier'sche Theorem und die Summirung der Fourier'schen und Gauss'ischen Reihen: eine mathematische Abhandlung Digitalisat

## Quelle
- Hans Walter Wichert: Dr. August Kramer – Leben und Werk des Schullehrers, Erfinders und Telegrafenkonstrukteurs aus Nordhausen. Nordhausen, Wiss. Verein zu Nordhausen, 1997 (online).